# Рио Ка Де Фабри (Болоња)
Рио Ка Де Фабри (итал. Rio Cà Dè Fabbri) је насеље у Италији у округу Болоња, региону Емилија-Ромања.
Према процени из 2011. у насељу је живело 29 становника. Насеље се налази на надморској висини од 217 м.